# Guillaume IV Beauharnais
Guillaume IV Beauharnais, seigneur de Miramion, de La Chaussée, de La Grillière et de Villechauve, est magistrat à Orléans, échevin d'Orléans (1541, 1542, 1553, 1554, 1559, 1560).

## Famille
Fils de Guillaume III Beauharnais, seigneur de Miramion, et de Marie Le Vassor.

### Mariage et descendance
Guillaume IV Beauharnais épousa Jeanne de Saint-Mesmin, dame de Sédenay (fille de François de Saint-Mesmin et de Marie Leclerc).
Un enfant est né de cette union :
- François Ier de Beauharnais, seigneur de Miramion.

## Généalogie
Guillaume IV Beauharnais, seigneur de Miramion est l'ascendant de Nicolas de Leuchtenberg.